# Condorcet-kritérium
Egy választás Condorcet-jelöltje vagy Condorcet-nyertese az a jelölt, aki ha minden más jelölttel összehasonlítjuk, mindenki máshoz képest előnyt élvez. Létrehozható ill. létezhet olyan szavazathalmaz, melyben nem található meg Condorcet-nyertes : Condorcet szavazási paradoxona .
Egy adott szavazási rendszer megfelel a Condorcet-kritériumnak, ha a Condorcet-nyertest választja akkor, ha létezik ilyen. Minden Condorcet-kritériumnak megfelelő szavazási rendszert Condorcet-módszernek nevezünk. A Condorcet-kritériumnak nem megfelelő szavazási rendszerekben (a legtöbb politikai választási rendszerben) 2-nél több jelölt esetén a választók nem tudják kifejezni preferenciasorrendjüket, ezáltal érvényesülni sem tud az: olyan jelölt is nyerhet, mellyel szemben egyik vagy akár minden másik jelöltet többen preferálnak. Ilyen szélsőséges anomália nem fordulhat elő Condorcet módszer esetén (definíció szerint), ám ezek a rendszerek sem hibátlanok. A Condorcet-szavazások nem szüntetik meg a stratégiai szavazás lehetőségét, vagyis arra ösztönzik a résztvevőket, hogy ne a teljes preferencia-rendszerüket tárják fel akkor, ha nagyon szélsőségesen kedvelt vagy nem szeretett jelölt van a listán. A Condorcet-kritériumnak való megfelelés nem eliminálja az Arrow-paradoxont.

## Megfelelő eljárások
Black, Smith/IRV, Copeland, minimax, Nanson-módszer, Smith/minimax, rendezett párok módszere és változatai (jóváhagyott többség maximalizálása, maximális többségi szavazás), valamint a Schulze-módszer felel meg a Condorcet-kritériumnak.
A jóváhagyásos szavazás, Tartományszavazás, Borda-számlálás, többségi szavazás és az azonnali többfordulós (IRV) szavazás sem felel meg.

## Condorcet-szavazások világszerte
A Condorcet-módszernek megfelelő szavazási rendszerek bonyolultak, és az általános választók számára nem intuitív eredményt adnak, ezért a politikai életben gyakorlatilag nem használják. A Condorcet-módszert általában matematikai műveltséggel rendelkező testületek alkalmazzák, néhány példa:
1. A Debian projekt a Schulze-módszer módosított változatát használja belső szavazásokon és vezetője megválasztásakor.
2. A Software in the Public Interest vállalkozás a Schulze-módszert használja igazgatótanácsi tagjainak megválasztására.
3. A Gentoo Linux projekt a Schulze-módszert használja.
4. A UserLinux projekt a Schulze-módszert használja.
5. A Free State Project Condorcet-módszerrel választja ki azt az amerikai államot, amelynek szavazását a többségi rendszerben mindig alulmaradó libertariánusok átjelentkezéssel befolyásolni próbálják.
6. A uk.* domain használatáról a Usenet keretében Condorcet-szavazások döntenek.